# Tiro ai Giochi della V Olimpiade - Carabina piccola a squadre
La competizione della carabina piccola a squadre  di tiro a segno ai Giochi della V Olimpiade si tenne il 3 luglio 1912 a Kaknäs, Djurgården, Stoccolma. 

## Risultati
Squadre composte da quattro tiratori. 40 colpi da 50 metri. 
| Pos.    | Nazioni     | Atleti                 | Punti       | Punti  |
| Pos.    | Nazioni     | Atleti                 | Individuali | Totali |
| ------- | ----------- | ---------------------- | ----------- | ------ |
| Oro     | Regno Unito | William Pimm           | 195         | 762    |
| Oro     | Regno Unito | Edward Lessimore       | 193         | 762    |
| Oro     | Regno Unito | Joseph Pepe            | 189         | 762    |
| Oro     | Regno Unito | Bob Murray             | 185         | 762    |
| Argento | Svezia      | Arthur Nordenswan      | 190         | 748    |
| Argento | Svezia      | Eric Carlberg          | 189         | 748    |
| Argento | Svezia      | Ruben Örtegren         | 185         | 748    |
| Argento | Svezia      | Vilhelm Carlberg       | 184         | 748    |
| Bronzo  | Stati Uniti | Warren Sprout          | 193         | 744    |
| Bronzo  | Stati Uniti | Bill Leushner          | 188         | 744    |
| Bronzo  | Stati Uniti | Fred Hird              | 185         | 744    |
| Bronzo  | Stati Uniti | Carl Osburn            | 178         | 744    |
| 4       | Francia     | Léon Johnson           | 189         | 714    |
| 4       | Francia     | Pierre Gentil          | 183         | 714    |
| 4       | Francia     | André Regaud           | 180         | 714    |
| 4       | Francia     | Maxime Landin          | 162         | 714    |
| 5       | Danimarca   | Povl Gerlow            | 185         | 708    |
| 5       | Danimarca   | Lars Jørgen Madsen     | 180         | 708    |
| 5       | Danimarca   | Frants Nielsen         | 177         | 708    |
| 5       | Danimarca   | Hans Denver            | 166         | 708    |
| 6       | Grecia      | Iōannīs Theofilakīs    | 184         | 708    |
| 6       | Grecia      | Iakovos Theofilas      | 177         | 708    |
| 6       | Grecia      | Frangiskos Mavrommatis | 174         | 708    |
| 6       | Grecia      | Nikolaos Levidis       | 173         | 708    |